# Lotta libera ai Giochi della IX Olimpiade - Pesi leggeri
La competizione della categoria pesi leggeri (fino a 66 kg) di lotta libera dei Giochi della IX Olimpiade si è svolta dal 30 luglio al 1º agosto al Krachtsportgebouw di Amsterdam

## Classifica finale
| Pos.    | Atleta                  | Nazione       |
| ------- | ----------------------- | ------------- |
| Oro     | Osvald Käpp             | Estonia       |
| Argento | Charles Pacôme          | Francia       |
| Bronzo  | Eino Leino              | Finlandia     |
| 4       | Birger Nilsen           | Norvegia      |
| 5       | Carlo Tesdorf Jørgensen | Danimarca     |
| 6       | Clarence Berryman       | Stati Uniti   |
| 7       | Hans Mollet             | Svizzera      |
| 8       | Jean Smet               | Belgio        |
| 8       | Isuke Shinmen           | Giappone      |
| 10      | Algot Malmberg          | Svezia        |
| 10      | George MacKenzie        | Gran Bretagna |

## Risultati
Torneo a eliminazione. I perdenti con il vincitore disputarono un torneo ad eliminazione per il 2º posto. I perdenti con il vincitore del 2º posto disputarono un torneo ad eliminazione per il 3º posto.

### Torneo principale
|  | Primo Turno             | Primo Turno             | Primo Turno |  |  | Quarti di Finale  | Quarti di Finale  | Quarti di Finale |  |               | Semifinale    | Semifinale  | Semifinale |  |  | Finale | Finale | Finale |
|  |                         |                         |             |  |  |                   |                   |                  |  |               |               |             |            |  |  |        |        |        |
|  | Osvald Käpp             | Osvald Käpp             | W           |  |  |                   |                   |                  |  |               |               |             |            |  |  |        |        |        |
|  | Carlo Tesdorf Jørgensen | Carlo Tesdorf Jørgensen |             |  |  | Osvald Käpp       | Osvald Käpp       | W                |  |               |               |             |            |  |  |        |        |        |
|  | Clarence Berryman       | Clarence Berryman       | W           |  |  | Clarence Berryman | Clarence Berryman |                  |  |               |               |             |            |  |  |        |        |        |
|  | Algot Malmberg          | Algot Malmberg          |             |  |  |                   |                   |                  |  | Osvald Käpp   | Osvald Käpp   | W           |            |  |  |        |        |        |
|  |                         |                         |             |  |  |                   | Charles Pacôme    |                  |  |               |               |             |            |  |  |        |        |        |
|  |                         |                         |             |  |  | Charles Pacôme    | Charles Pacôme    | W                |  |               |               |             |            |  |  |        |        |        |
|  | Eino Leino              | Eino Leino              | W           |  |  | Eino Leino        | Eino Leino        |                  |  |               |               |             |            |  |  |        |        |        |
|  | George MacKenzie        | George MacKenzie        |             |  |  |                   |                   |                  |  |               | Osvald Käpp   | Osvald Käpp | W          |  |  |        |        |        |
|  |                         |                         |             |  |  |                   | Birger Nilsen     |                  |  |               |               |             |            |  |  |        |        |        |
|  |                         |                         |             |  |  | Birger Nilsen     | Birger Nilsen     | W                |  |               |               |             |            |  |  |        |        |        |
|  |                         |                         |             |  |  | Jean Smet         |                   |                  |  |               |               |             |            |  |  |        |        |        |
|  |                         |                         |             |  |  |                   |                   |                  |  | Birger Nilsen | Birger Nilsen | W           |            |  |  |        |        |        |
|  |                         |                         |             |  |  |                   | Hans Mollet       |                  |  |               |               |             |            |  |  |        |        |        |
|  |                         |                         |             |  |  | Hans Mollet       | Hans Mollet       | W                |  |               |               |             |            |  |  |        |        |        |
|  |                         |                         |             |  |  | Isuke Shinmen     |                   |                  |  |               |               |             |            |  |  |        |        |        |
|  |                         |                         |             |  |  |                   |                   |                  |  |               |               |             |            |  |  |        |        |        |

### Torneo per il secondo posto
|  | Semifinali              | Semifinali              | Semifinali              |   |  | Finale 2º posto | Finale 2º posto | Finale 2º posto |  |
|  |                         |                         |                         |   |  |                 |                 |                 |  |
|  | Charles Pacôme          | Charles Pacôme          | V                       |   |  |                 |                 |                 |  |
|  | Charles Pacôme          | Charles Pacôme          | V                       |   |  |                 |                 |                 |  |
|  | Birger Nilsen           |                         |                         |   |  |                 |                 |                 |  |
|  |                         | Charles Pacôme          | Charles Pacôme          | V |  |                 |                 |                 |  |
|  |                         |                         |                         | V |  |                 |                 |                 |  |
|  |                         |                         | Carlo Tesdorf Jørgensen |   |  |                 |                 |                 |  |
|  | Carlo Tesdorf Jørgensen | Carlo Tesdorf Jørgensen | V                       |   |  |                 |                 |                 |  |
|  | Carlo Tesdorf Jørgensen | Carlo Tesdorf Jørgensen | V                       |   |  |                 |                 |                 |  |
|  | Clarence Berryman       | Clarence Berryman       |                         |   |  | Finale 3º posto | Finale 3º posto | Finale 3º posto |  |
|  | Clarence Berryman       | Clarence Berryman       |                         |   |  |                 |                 |                 |  |
|  |                         |                         |                         |   |  |                 |                 |                 |  |
|  |                         |                         |                         |   |  | Eino Leino      | Eino Leino      | V               |  |
|  |                         |                         |                         |   |  | Eino Leino      | Eino Leino      | V               |  |
|  |                         |                         |                         |   |  | Birger Nilsen   |                 |                 |  |